# ポーレ
ポーレ (ドイツ語: Pohle) は、ドイツ連邦共和国ニーダーザクセン州シャウムブルク郡のザムトゲマインデ・ローデンベルクを構成する町村（以下、本項では便宜上「町」と記述する）の一つである。

## 地理

### 位置
この町はハーメルンとハノーファーとの間、ダイスター＝ジュンテル峡谷およびヴェーザーベルクラント・シャウムブルク＝ハーメルンに位置する。

## 歴史
この集落に関する最初の文献上の記録は850年である。ポーレには礼拝堂があり、これを巡ってアーペレルンとラウエナウの聖職者が争った。

## 行政

### 議会
この町の議会は9議席からなる。

### 町長
この町の町長は、2021年11月15日からユルゲン・ヴィルケニング (WGP) が務めている。

## 文化と見所

### サークル活動
体操クラブMTVゲルマニア・ポーレは1910年に創設された。1922年、MTV内に音楽隊（シャルマイ・アンサンブル）が結成された。1928年にシャルマイはブラス・アンサンブルに取って替えられた。この体操クラブの他、ポーレには射撃クラブ、消防団、男声合唱団がある。
ラントユーゲント・ポーレは毎年伝統的な収穫祭を開催している。

## 経済と社会資本

### 交通
最寄りのアウトバーンのインターチェンジは、A2号線ハノーファー - ドルトムント間のラウエナウ・インターチェンジで、約 3 km の距離にある。町の北をバート・ミュンダーからヴンストルフに至る連邦道B442号線が走っている。

## 引用
1. ↑  Landesamt für Statistik Niedersachsen, LSN-Online Regionaldatenbank, Tabelle A100001G: Fortschreibung des Bevölkerungsstandes, Stand 31. Dezember 2023